# مارغريت ر. فوكس
مارغريت ر. فوكس (بالإنجليزية: Margaret R. Fox)‏ هي عَالِمَة حاسوب ومهندسة أمريكية، ولدت في 19 مايو 1916، وتوفيت في 27 أغسطس 2006 في أرجيلي في الولايات المتحدة.